# Kosmické havárie
V následujícím seznamu je stručná charakteristika havárií s lidskými oběťmi.

## Pilotované lety Ruska/Sovětského svazu

### Sojuz 1

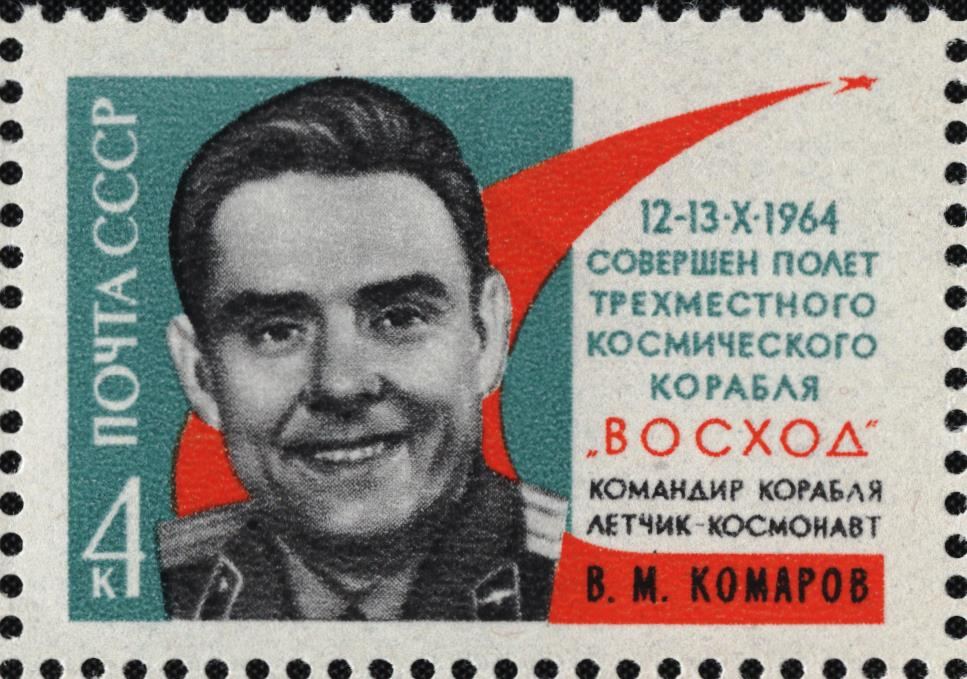
Vladimir Komarov na poštovní známce.

Při inauguračním letu nové kosmické lodi Sojuz došlo při návratu dne 24. dubna 1967 k selhání padákového systému lodi a nebrzděnému dopadu.
Posádka:
- Vladimir Komarov

### Sojuz 11
Při návratu první posádky, která dlouhodobě pracovala na orbitální stanici Saljut 1, se při návratu kabiny do zemské atmosféry dne 30. června 1971 předčasně otevřel odvzdušňovací ventil modulu a došlo ke ztrátě vědomí posádky a zástavě srdeční činnosti.
Posádka:
- Georgij Dobrovolskij
- Viktor Pacajev
- Vladislav Volkov

## Pilotované lety USA

### X-15 Let 3-65-97
Michael J. Adams, pilot raketového letounu X-15 ztratil během apsidy letu kontrolu nad letounem v důsledku závady elektroinstalace, letoun se rozpadl při návratu do atmosféry. Adamsovi, stejně jako dalším účastníkům projektu, byl americkou vládou přiznán status astronauta.

### Apollo 1

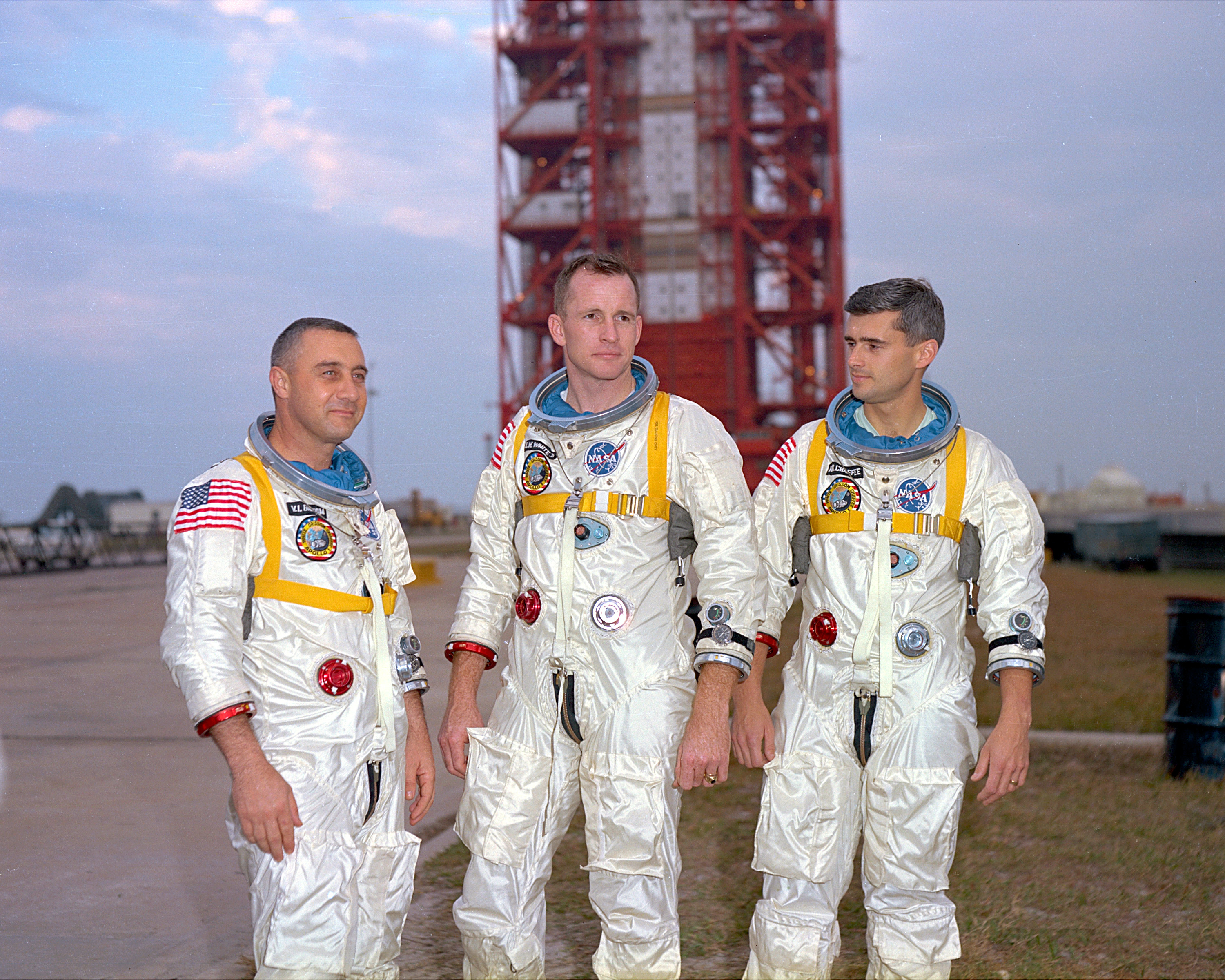
Posádka Apollo 1 - Grissom, White, Chaffee

Při nácviku budoucího prvního letu programu Apollo došlo dne 27. ledna 1967 v důsledku elektrického zkratu ke vzplanutí interiéru kosmického modulu Apollo 1 a udušení posádky.
Posádka:
- Virgil Grissom narozen 3. dubna 1926 Spojené státy americké
- Edward Higgins White narozen 14. listopadu 1930 Spojené státy americké
- Roger Bruce Chaffee narozen 15. února 1935 Spojené státy americké

### Challenger

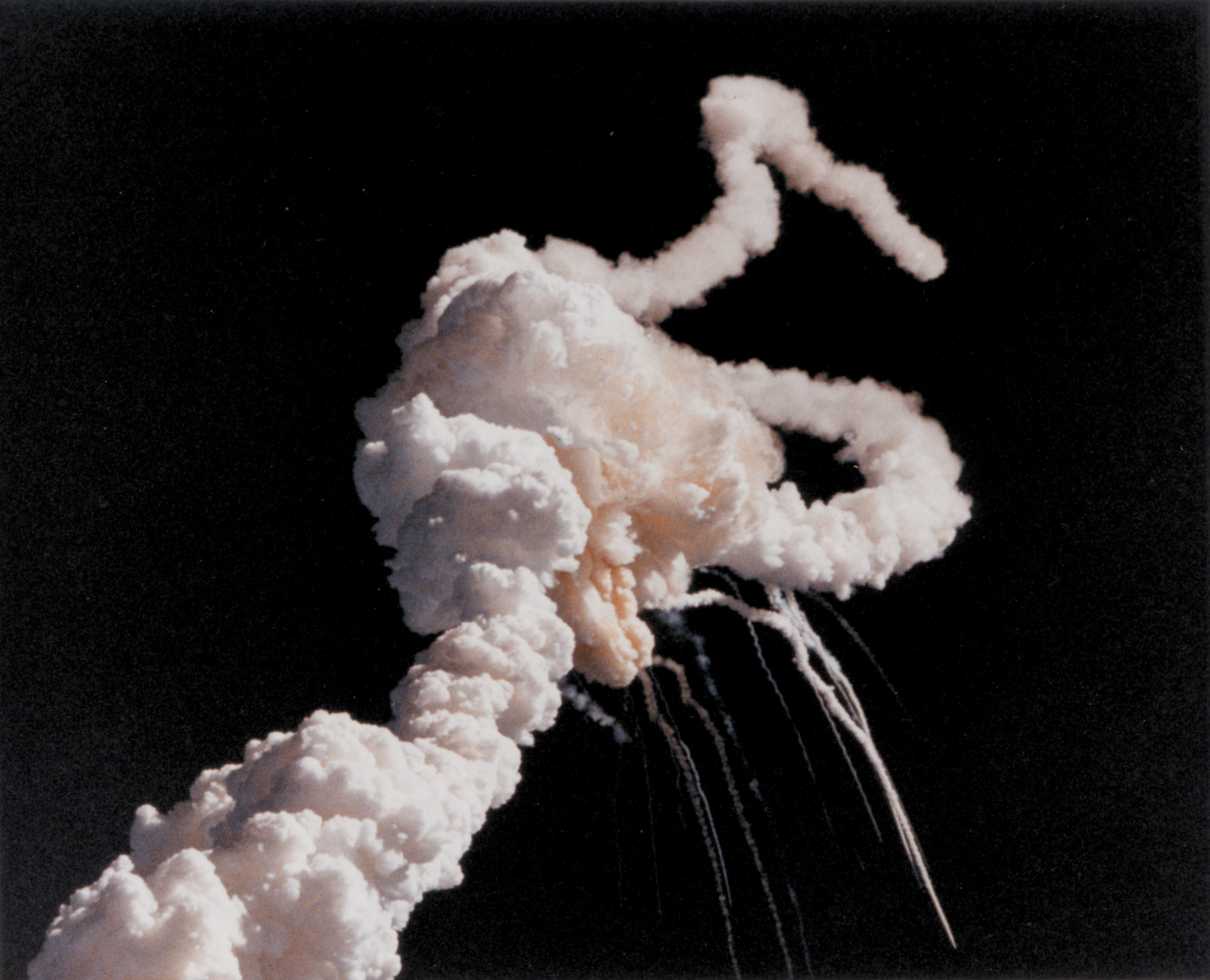
Katastrofa raketoplánu Challenger

K havárii raketoplánu Challenger došlo při startu k letu STS-51L dne 28. ledna 1986 v čase T+73 sekund, po prohoření izolace pomocného startovacího raketového motoru SRB. Následná exploze externí palivové nádrže raketoplánu rozmetala družicový stupeň a posádka při této explozi zemřela, eventuálně až při dopadu na vodní hladinu.
Posádka:
- Francis Richard Scobee narozen 19. května 1939 Spojené státy americké
- Michael John Smith narozen 30. dubna 1945 Spojené státy americké
- Judith Arlene Resniková narozena 5. dubna 1949 Spojené státy americké
- Ellison Shoji Onizuka narozen 24. června 1946 Spojené státy americké
- Ronald Erwin McNair narozen 21. října 1950 Spojené státy americké
- Gregory Bruce Jarvis narozen 24. srpna 1944 Spojené státy americké
- Sharon Crista Corrigan McAuliffeová narozena 2. září 1948 Spojené státy americké

### Columbia

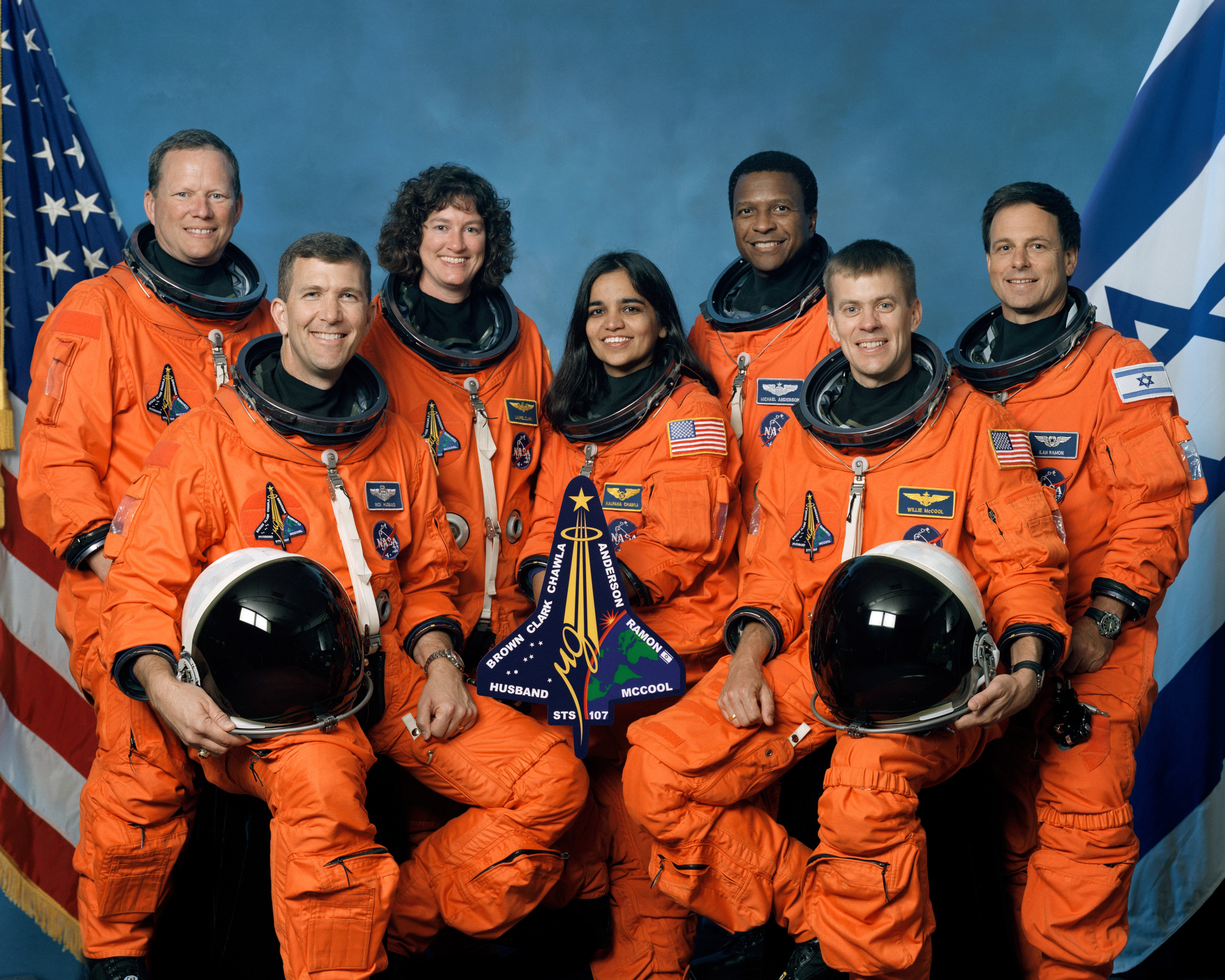
Oficiální foto posádky mise STS-107

K havárii raketoplánu Columbia došlo během sestupu atmosférou v závěru letu STS-107 dne 1. února 2003 ve výši 60 km nad Texasem. Hrana křídla orbiteru, narušená nárazem pěnové izolace odpadlé při startu raketoplánu z externí palivové nádrže, nevydržela extrémní tepelné namáhání a prohořela. V důsledku toho došlo k rozpadu raketoplánu a usmrcení posádky přibližně 15 minut před plánovaným přistáním.
Posádka:
- Richard Douglas Husband narozen 12. července 1957 Spojené státy americké
- William C. McCool narozen 23. září 1961 Spojené státy americké
- David M. Brown narozen 16. dubna 1956 Spojené státy americké
- Kalpana Chawlaová narozena 1. července 1961 Spojené státy americké
- Michael Philip Anderson narozen 25. prosince 1959 Spojené státy americké
- Laurel Blair Salton Clarková narozena 10. března 1961 Spojené státy americké
- Ilan Ramon narozen 20. června 1954 Izrael